# Hessisches Landesmuseum Darmstadt
Lo Hessisches Landesmuseum Darmstadt è un museo multidisciplinare che si trova a Darmstadt, in Germania.
Il museo è noto in particolare per le sue collezioni di storia naturale, come fossili dal vicino Pozzo di Messel e uno storico mastodonte americano comprato da Johann Jakob Kaup, un naturalista di Darmstadt.

## Storia
Dopo importanti restauri è stato riaperto il 13 settembre 2014.

## Collezioni
Contiene anche una importante collezione di opere d'arte, tra cui:
- Un altare proveniente dalla chiesa di Santa Maria a Friedberg e opera del pittore del XIV secolo, noto come il Maestro dell'Altare di Friedberg
- La Testa di Lorsch, ricomposizione di frammenti di una vetrata dell'XI secolo scoperti nel sito dell'abbazia di Lorsch